# Myroxylon peruiferum
Myroxylon peruiferum är en ärtväxtart som beskrevs av Carl von Linné d.y.. Myroxylon peruiferum ingår i släktet Myroxylon och familjen ärtväxter. Inga underarter finns listade i Catalogue of Life.

## Bildgalleri

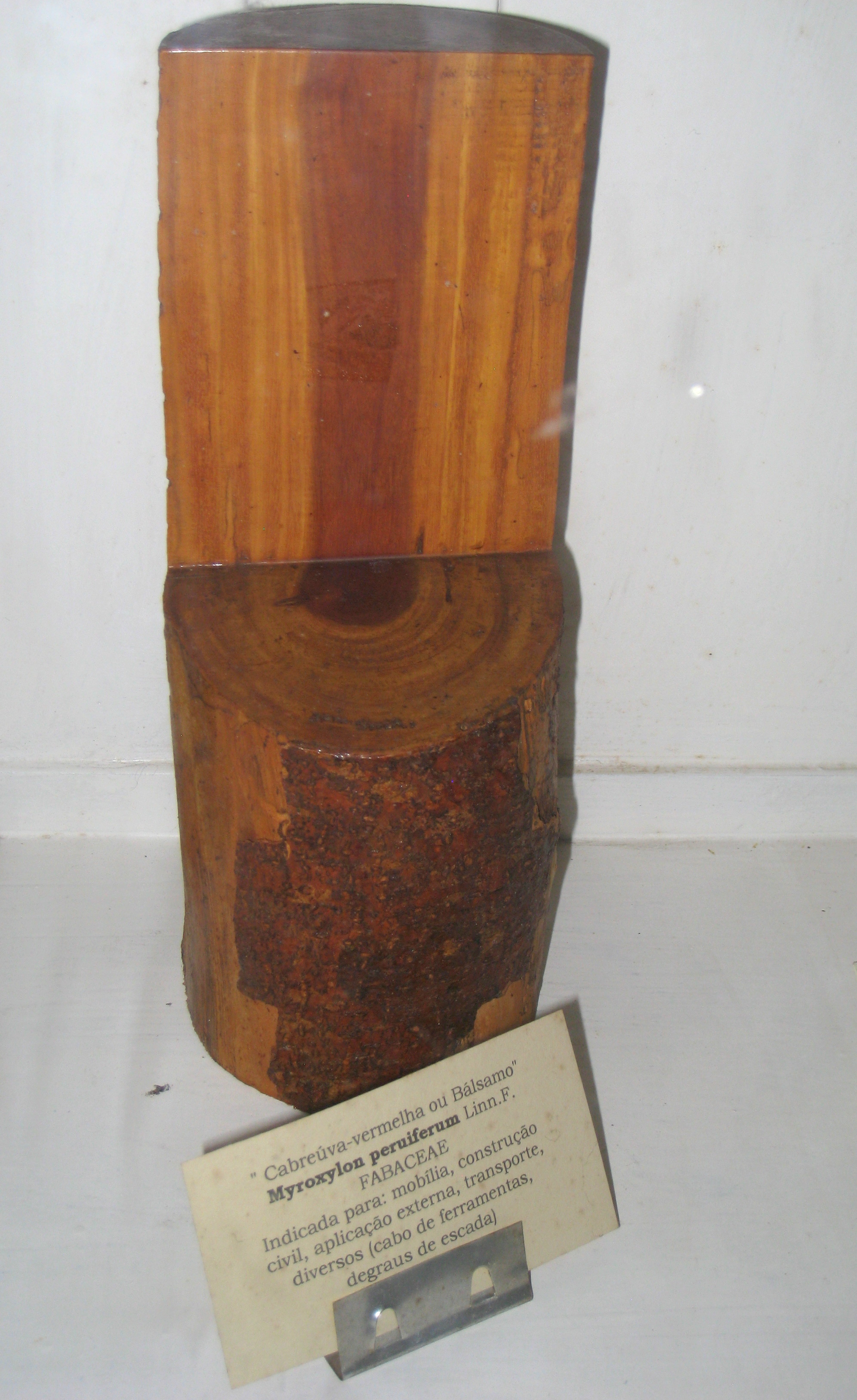